# Cyprus Women's Cup 2017
De 10e editie van de Cyprus Women's Cup, een vrouwenvoetbaltoernooi voor landenteams, startte op 1 maart 2017 en eindigde op 8 maart 2017.

## Opzet
Er deden twaalf landen mee . De landen werden verdeeld over drie poules. De poules A en B werden als de sterkste poules gezien. De winnaars van deze twee groepen speelde tegen elkaar in de finale. De winnaar van poule C kon maximaal derde worden. De finales zijn als volgt:
| Plek  | Team 1                    | Team 2          |
| ----- | ------------------------- | --------------- |
| 1/2   | Winnaar poule A           | Winnaar poule B |
| 3/4   | Beste nr. 2 poule A/B     | Winnaar poule C |
| 5/6   | Slechtse nr. 2 poule A/B  | Nr. 2 poule C   |
| 7/8   | Nr. 3 poule A             | Nr. 3 poule B   |
| 9/10  | Beste nr. 4 poule A/B     | Nr. 3 poule C   |
| 11/12 | Slechtste nr. 4 poule A/B | nr. 4 poule C   |

## Speeldata
| Ronde             | speeldata    |
| ----------------- | ------------ |
| Eerste speelronde | 1 maart 2017 |
| Tweede speelronde | 3 maart 2017 |
| Derde speelronde  | 6 maart 2017 |
| Finales           | 8 maart 2017 |

## Deelnemers
De volgende landen namen deel aan de 10e Cyprus Women's Cup:
| Land          | FIFA-ranking1 | Vorig toernooi | Aantal keer meegedaan | Aantal keer kampioen |
| ------------- | ------------- | -------------- | --------------------- | -------------------- |
| Oostenrijk    | 24.           | 2016           | 1                     | 1                    |
| België        | 25.           | 2015           | 1                     | 0                    |
| Tsjechië      | 33.           | 2016           | 2                     | 0                    |
| Hongarije     | 40.           | 2016           | 1                     | 0                    |
| Italië        | 16.           | 2016           | 8                     | 0                    |
| Nieuw-Zeeland | 19.           | 2014           | 6                     | 0                    |
| Noord-Korea   | 10.           | Debuut         | 0                     | 0                    |
| Ierland       | 33.           | 2016           | 3                     | 0                    |
| Schotland     | 21.           | 2015           | 8                     | 0                    |
| Zuid-Korea    | 18.           | 2015           | 5                     | 0                    |
| Zwitserland   | 17.           | 2014           | 5                     | 0                    |
| Wales         | 36.           | 2016           | 1                     | 0                    |

1 Ranking voorafgaand aan het toernooi

## Wedstrijden

### 1e ronde

#### Poule A
| # | Land        | Wedstrijden | Wedstrijden | Wedstrijden | Wedstrijden | Doelpunten | Doelpunten | Doelpunten | Punten |
| - | ----------- | ----------- | ----------- | ----------- | ----------- | ---------- | ---------- | ---------- | ------ |
| # | Land        | G           | W           | G           | V           | V          | T          | Saldo      | Punten |
| 1 | Zwitserland | 3           | 2           | 1           | 0           | 9          | 2          | +7         | 7      |
| 2 | Noord-Korea | 3           | 2           | 1           | 0           | 7          | 2          | +5         | 6      |
| 3 | België      | 3           | 1           | 1           | 1           | 7          | 7          | +0         | 4      |
| 4 | Italië      | 3           | 0           | 0           | 3           | 1          | 13         | -12        | 0      |

| Datum   | Lokale tijd | MET   | Plaats                  | Land        | Score | Land        |
| ------- | ----------- | ----- | ----------------------- | ----------- | ----- | ----------- |
| 1 maart | 14:30       | 13:30 | GSZ, Larnaca            | Noord-Korea | 3-0   | Italië      |
| 1 maart | 17:30       | 16:30 | A. Papdopoulos, Larnaca | België      | 2-2   | Zwitserland |
| 3 maart | 14:30       | 13:30 | A. Papdopoulos, Larnaca | Zwitserland | 1-0   | Noord-Korea |
| 3 maart | 17:30       | 16:30 | A. Papdopoulos, Larnaca | Italië      | 1-4   | België      |
| 4 maart | 14:30       | 13:30 | A. Papdopoulos, Larnaca | Italië      | 0-6   | Zwitserland |
| 4 maart | 14:30       | 13:30 | GSZ, Larnaca            | Noord-Korea | 4-1   | België      |

#### Poule B
| # | Land          | Wedstrijden | Wedstrijden | Wedstrijden | Wedstrijden | Doelpunten | Doelpunten | Doelpunten | Punten |
| - | ------------- | ----------- | ----------- | ----------- | ----------- | ---------- | ---------- | ---------- | ------ |
| # | Land          | G           | W           | G           | V           | V          | T          | Saldo      | Punten |
| 1 | Zuid-Korea    | 3           | 2           | 1           | 0           | 4          | 0          | +4         | 7      |
| 2 | Schotland     | 3           | 2           | 0           | 1           | 6          | 5          | +1         | 6      |
| 3 | Oostenrijk    | 3           | 1           | 1           | 1           | 4          | 3          | +1         | 4      |
| 4 | Nieuw-Zeeland | 3           | 1           | 0           | 2           | 2          | 8          | -6         | 0      |

| Datum   | Lokale tijd | MET   | Plaats                   | Land          | Score | Land          |
| ------- | ----------- | ----- | ------------------------ | ------------- | ----- | ------------- |
| 1 maart | 14:30       | 13:30 | A. Papadopoulos, Larnaca | Nieuw-Zeeland | 3-2   | Schotland     |
| 1 maart | 17:30       | 16:30 | A. Papadopoulos, Larnaca | Zuid-Korea    | 0-0   | Oostenrijk    |
| 3 maart | 14:30       | 13:30 | GSP, Nicosia             | Oostenrijk    | 3-0   | Nieuw-Zeeland |
| 3 maart | 17:30       | 16:30 | GSP, Nicosia             | Schotland     | 0-2   | Zuid-Korea    |
| 6 maart | 14:30       | 13:30 | GSZ, Larnaca             | Oostenrijk    | 1-3   | Schotland     |
| 6 maart | 17:30       | 16:30 | A. Papadopoulos, Larnaca | Nieuw-Zeeland | 0-2   | Zuid-Korea    |

#### Poule C
| # | Land      | Wedstrijden | Wedstrijden | Wedstrijden | Wedstrijden | Doelpunten | Doelpunten | Doelpunten | Punten |
| - | --------- | ----------- | ----------- | ----------- | ----------- | ---------- | ---------- | ---------- | ------ |
| # | Land      | G           | W           | G           | V           | V          | T          | Saldo      | Punten |
| 1 | Ierland   | 3           | 2           | 1           | 0           | 3          | 0          | +3         | 7      |
| 2 | Wales     | 3           | 1           | 1           | 1           | 2          | 1          | +1         | 4      |
| 3 | Hongarije | 3           | 1           | 1           | 1           | 2          | 3          | -1         | 4      |
| 4 | Tsjechië  | 3           | 0           | 1           | 2           | 1          | 4          | -3         | 1      |

| Datum   | Lokale tijd | MET   | Plaats                 | Land      | Score | Land      |
| ------- | ----------- | ----- | ---------------------- | --------- | ----- | --------- |
| 1 maart | 14:30       | 13:30 | Tasos Marko, Paralimni | Tsjechië  | 0-2   | Ierland   |
| 1 maart | 17:30       | 16:30 | Tasos Marko, Paralimni | Hongarije | 0-2   | Wales     |
| 3 maart | 14:30       | 13:30 | Tasos Marko, Paralimni | Wales     | 0-0   | Tsjechië  |
| 3 maart | 17:30       | 16:30 | Tasos Marko, Paralimni | Ierland   | 0-0   | Hongarije |
| 6 maart | 14:30       | 13:30 | Tasos Marko, Paralimni | Ierland   | 1-0   | Wales     |
| 6 maart | 17:30       | 16:30 | Tasos Marko, Paralimni | Tsjechië  | 1-2   | Hongarije |

### Finales
Alle tijden zijn in de lokale tijd (UTC+2)

#### Elfde plaats
|                    |                                                                         |       |                                   |                      |
| 8 maart 2017 11:00 | Italië                                                                  | 6 – 2 | Tsjechië                          | GSZ Stadium, Larnaca |
| 8 maart 2017 11:00 | Girelli 38', 39' Parisi 45' Bonansea 48' Gabbiadini 54' Guigliano 90+3' |       | 9' Chlastakova 82' (pen) Svitkova | GSZ Stadium, Larnaca |

#### Negende plaats
|                    |                              |       |            |                        |
| 8 maart 2017 11:00 | Nieuw-Zeeland                | 3 – 1 | Hongarije  | Tasos Marko, Paralimni |
| 8 maart 2017 11:00 | Pereira 36' White 62', 90+5' |       | 21' Nemeth | Tasos Marko, Paralimni |

#### Zevende plaats
|                    |                                          |       |                                             |                      |
| 8 maart 2017 14:30 | België                                   | 1 – 1 | Oostenrijk                                  | GSZ Stadium, Larnaca |
| 8 maart 2017 14:30 | Wullaert 64'                             |       | 79' Aschauer                                | GSZ Stadium, Larnaca |
| 8 maart 2017 14:30 | Strafschoppen                            |       |                                             | GSZ Stadium, Larnaca |
| 8 maart 2017 14:30 | Mermans Cayman Wullaert Zeler Coutereels | 3 – 2 | Puntigam Kirchberger Aschauer Pinther Billa | GSZ Stadium, Larnaca |

#### Vijfde plaats
|                    |                                      |       |                                               |                        |
| 8 maart 2017 14:30 | Schotland                            | 0 – 0 | Wales                                         | Tasos Marko, Paralimni |
| 8 maart 2017 14:30 |                                      |       |                                               | Tasos Marko, Paralimni |
| 8 maart 2017 14:30 | Strafschoppen                        |       |                                               | Tasos Marko, Paralimni |
| 8 maart 2017 14:30 | Ross Evans Arnot Crichton Weir Brown | 6 – 5 | Evans Fletcher James Lawrence Ladd Miles Vine | Tasos Marko, Paralimni |

#### Troostfinale
|                    |                                 |       |         |                    |
| 8 maart 2017 14:30 | Noord-Korea                     | 2 – 0 | Ierland | AEK Arena, Larnaca |
| 8 maart 2017 14:30 | Wi Jong-Sim 75' Ryu-Song K. 86' |       |         | AEK Arena, Larnaca |

#### Finale
|                    |             |       |            |                                                        |
| 8 maart 2017 18:30 | Zwitserland | 1 – 0 | Zuid-Korea | AEK Arena, Larnaca Scheidsrechter: Marta Huerta de Aza |
| 8 maart 2017 18:30 | Walti 58'   |       |            | AEK Arena, Larnaca Scheidsrechter: Marta Huerta de Aza |

## Eindrangschikking
| rang   | land          |
| ------ | ------------- |
| Goud   | Zwitserland   |
| Zilver | Zuid-Korea    |
| Brons  | Noord-Korea   |
| 4.     | Ierland       |
| 5.     | Schotland     |
| 6.     | Wales         |
| 7.     | België        |
| 8.     | Oostenrijk    |
| 9.     | Nieuw-Zeeland |
| 10.    | Hongarije     |
| 11.    | Italië        |
| 12.    | Tsjechië      |

2008 · 2009 · 2010 · 2011 · 2012 · 2013 · 2014 · 2015 · 2016 · 2017 · 2018 · 2019 · 2020 · 2021